# Abbaye Notre-Dame d'Abbecourt
L’abbaye de Notre-Dame d'Abbecourt est une ancienne abbaye qui appartenait à l'ordre des prémontrés. Elle était située sur la commune d'Orgeval, dans l'actuel département français des  (Yvelines).

## Histoire
En 1180, Beata Maria de Alba Curia est fondée par Gasun, seigneur de Poissy. C'est la fille de l'abbaye de Marcheroux située alors dans l'archidiocèse de Rouen, au sud de Beauvais.
En 1191, l'église est consacrée.
Vers 1440, à la suite de la guerre de Cent Ans, les bâtiments sont en ruines, et, la paix retrouvée, sont reconstruits.
À la fin du XVIIe siècle, une nouvelle reconstruction est nécessaire. Ces travaux sont faits durant l'abbatiat de Jean Penillon.
Au XVIIIe siècle, l'ancien aumônier du roi Louis XV, l'abbé Louis Grisard, remplace le logis des hôtes vers 1740. De plus, il construit une galerie de cloître et modifie le logis et le dortoir. En 1741, l'architecte Louis François Herbet dresse les plans d'une nouvelle église dont la construction sera achevée par l'architecte Claude-Louis d'Aviler de 1743 à 1749. Vers les années 1780, le dortoir est reconstruit par Jean-François Raimbert.
Restaurée au XVIIIe siècle, elle fut fermée lors de la Révolution de 1789 puis utilisée comme carrière de pierres. En 1827, les bâtiments conventuels sont détruits.
Il en reste que le toponyme, « Allée d'Abbecourt ».